# 효자 이복비
효자 이복비는 대한민국 충청남도 공주시 중동에 있다. 2009년 3월 16일 공주시의 향토문화유적 제34호로 지정되었다.